# Libero Andreotti

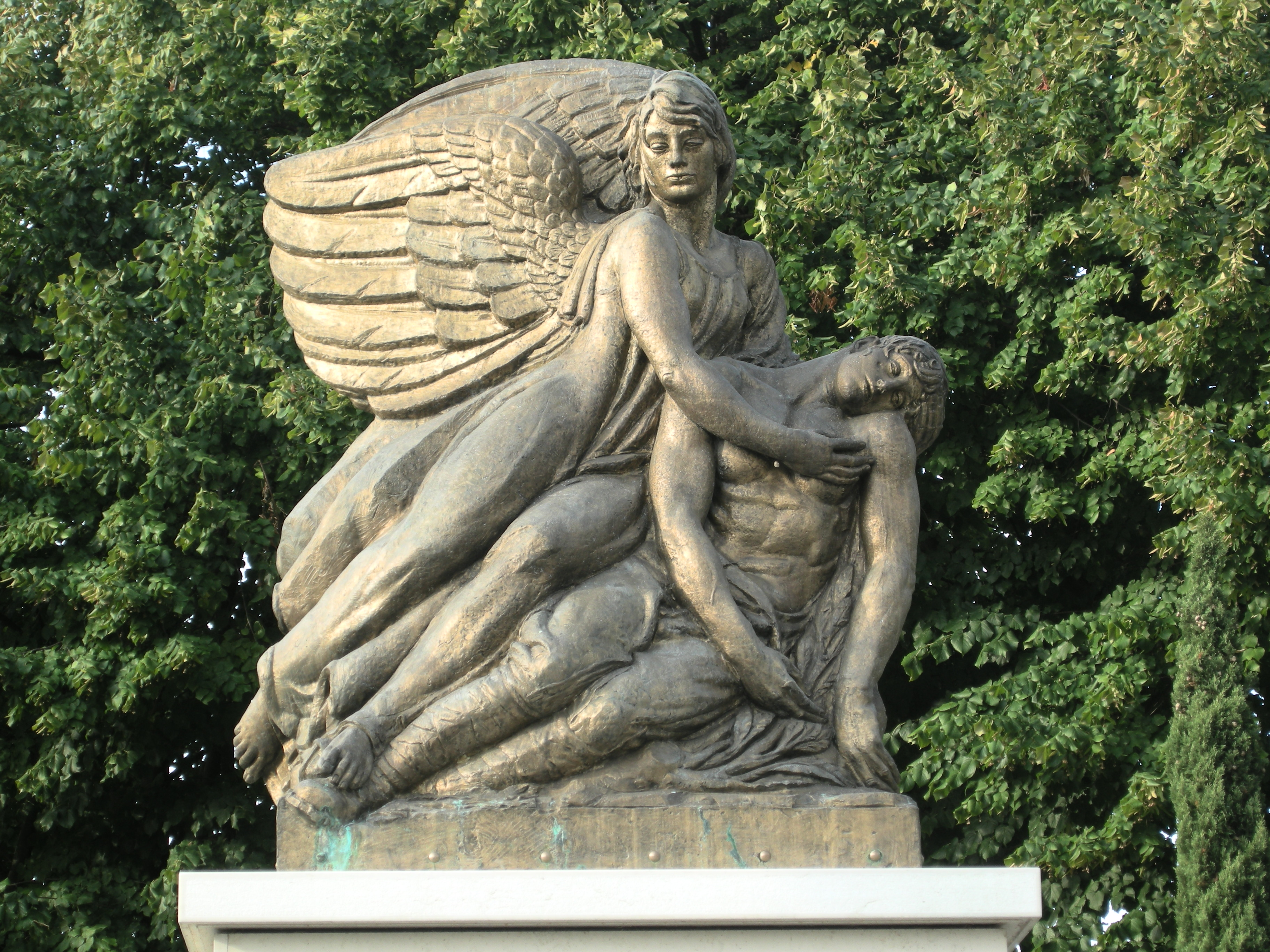
Monumento ai Caduti della guerra 1915-18, a Roncade

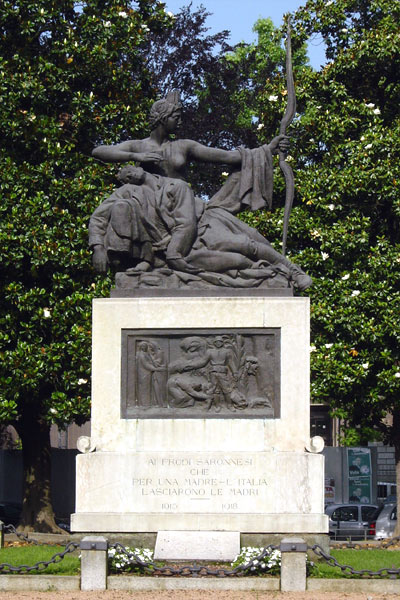
Monumento ai Caduti di Saronno

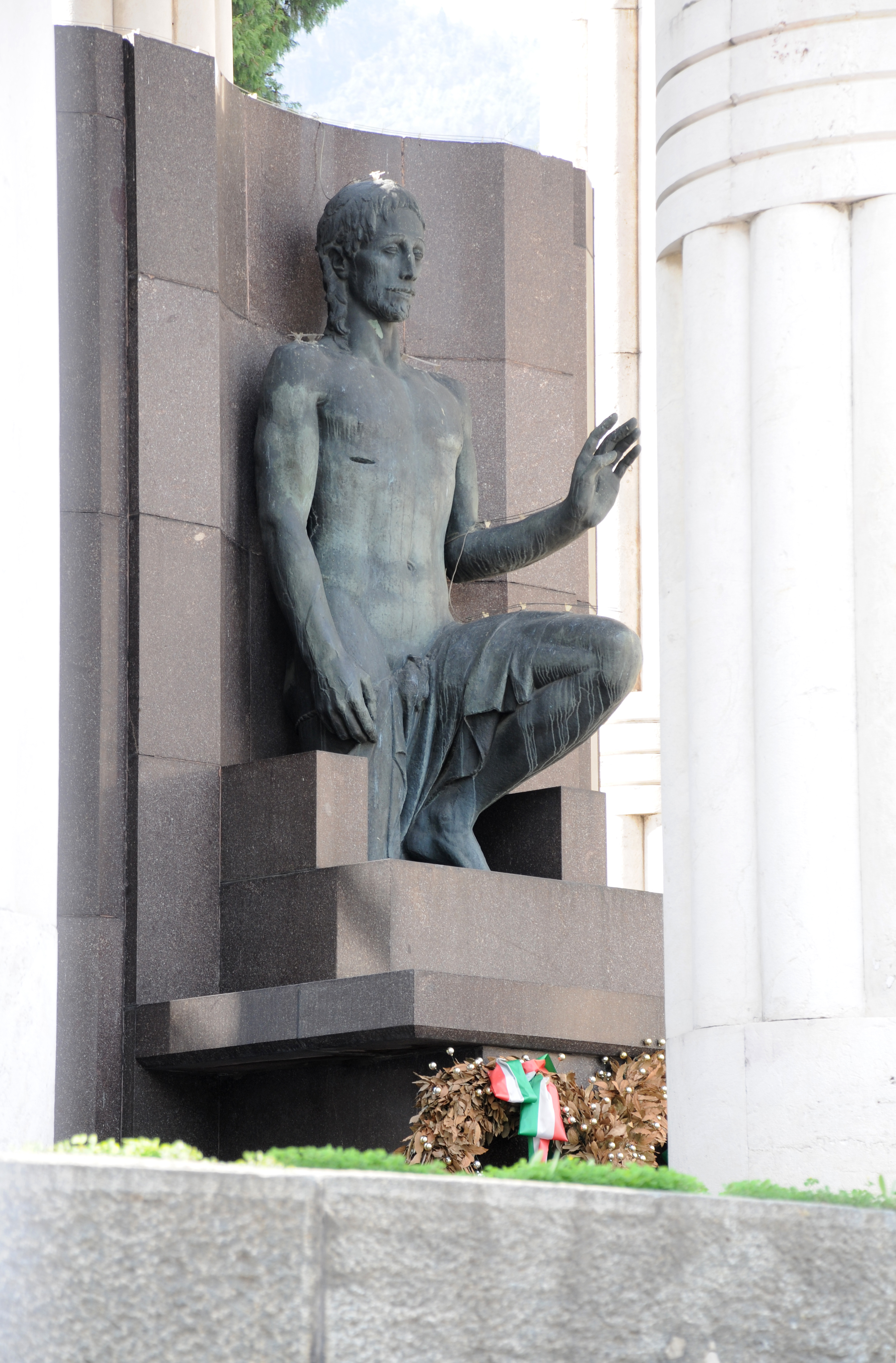
Cristo Redentore, Monumento alla Vittoria di Bolzano

Libero Andreotti (Pescia, 15 giugno 1875 – Firenze, 4 aprile 1933) è stato uno scultore, illustratore e ceramista italiano.

## Biografia
Libero Andreotti nacque a Pescia nel 1875 in una famiglia di modeste condizioni.
Dall'età di otto anni sino ai diciassette anni lavorò in una officina di fabbro come fabbro-tornitore. Nel 1897 si trasferisce a Lucca con la famiglia; risalgono a questo periodo i suoi primi contatti culturali, frequenta intellettuali, conosce Giacomo Puccini e Giovanni Pascoli, che con Alfredo Caselli lo iniziò agli interessi artistici e culturali. 
Lo zio Ferruccio Orsi gli trovò lavoro a Palermo presso una libreria dell'editore Sandron dove fu assunto come illustratore del settimanale socialista La battaglia.
Deluso dagli ambienti isolani fece ritorno in Toscana, a Firenze, dove proseguì dal 1899 l'attività d'illustratore, caricaturista, ceramista.
Partito per Milano si dedicò alla scultura di piccole dimensioni. Fu aiutato e sostenuto dal mercante d'arte Vittore Grubicy de Dragon che comprese il suo talento e lo portò alla Biennale di Venezia dove partecipò alla VII Esposizione internazionale d'arte e, successivamente, a Parigi, dal 1906 al 1914, dove conosce l'opera di Rodin.
Il soggiorno parigino fu importante giacché gli diede l'opportunità di perdere un certo provincialismo e acquisire nuove competenze tecniche. Con lo scoppio della Prima guerra mondiale rientrò in Italia dove strinse una profonda e proficua amicizia con il critico Ugo Ojetti, che lo introdusse nei maggiori centri artistici dell'Italia settentrionale. Al suo rientro in patria, Andreotti si applicò quasi esclusivamente alla scultura, ottenendo discreti riconoscimenti.
Qui partecipa alla vita culturale della città con il gruppo della rivista Solaria e viene nominato professore di scultura prima all'Accademia delle belle arti e poi all'Istituto di arte decorativa.
È del 1919 la realizzazione del Monumento a Vamba per il cimitero di San Miniato a Firenze.
Nel 1922 ricevette la prima commissione di grandi dimensioni per la realizzazione del monumento ai caduti di Roncade; seguiranno i lavori ai monumenti di Saronno (1923), all'Arco della Vittoria di Bolzano. Altri gruppi monumentali di notevole interesse sono il Monumento alla madre italiana, realizzato nel 1925-26 per la chiesa di Santa Croce a Firenze. Nel 1928 eseguì un gesso, poi non fuso in bronzo, dal titolo Ritorno dopo la vittoria che fu esposto sul sagrato del Sacrario dei Caduti Milanesi nell'occasione della sua inaugurazione. Fra il 1930 e il 1931 scolpì le statue che adornano l'edicola Borletti (architetto Gio Ponti) al Cimitero Monumentale di Milano.
Nel 1933 l'Accademia d'Italia gli conferì il "premio per le arti".
Oltre ad aver esposto nei "Salons" parigini con grande successo, sono da ricordare le partecipazioni a varie Esposizioni internazionali d'arte a Venezia e all'Esposizione del Novecento italiano a Stoccolma (1931), e le mostre personali di Parigi e di Milano.
Andreotti trascorse gli ultimi anni della sua vita a Firenze, dove fu animatore dell'ambiente culturale cittadino.
Muore a Firenze nel 1933 ed è sepolto nel cimitero delle Porte Sante di San Miniato al Monte.

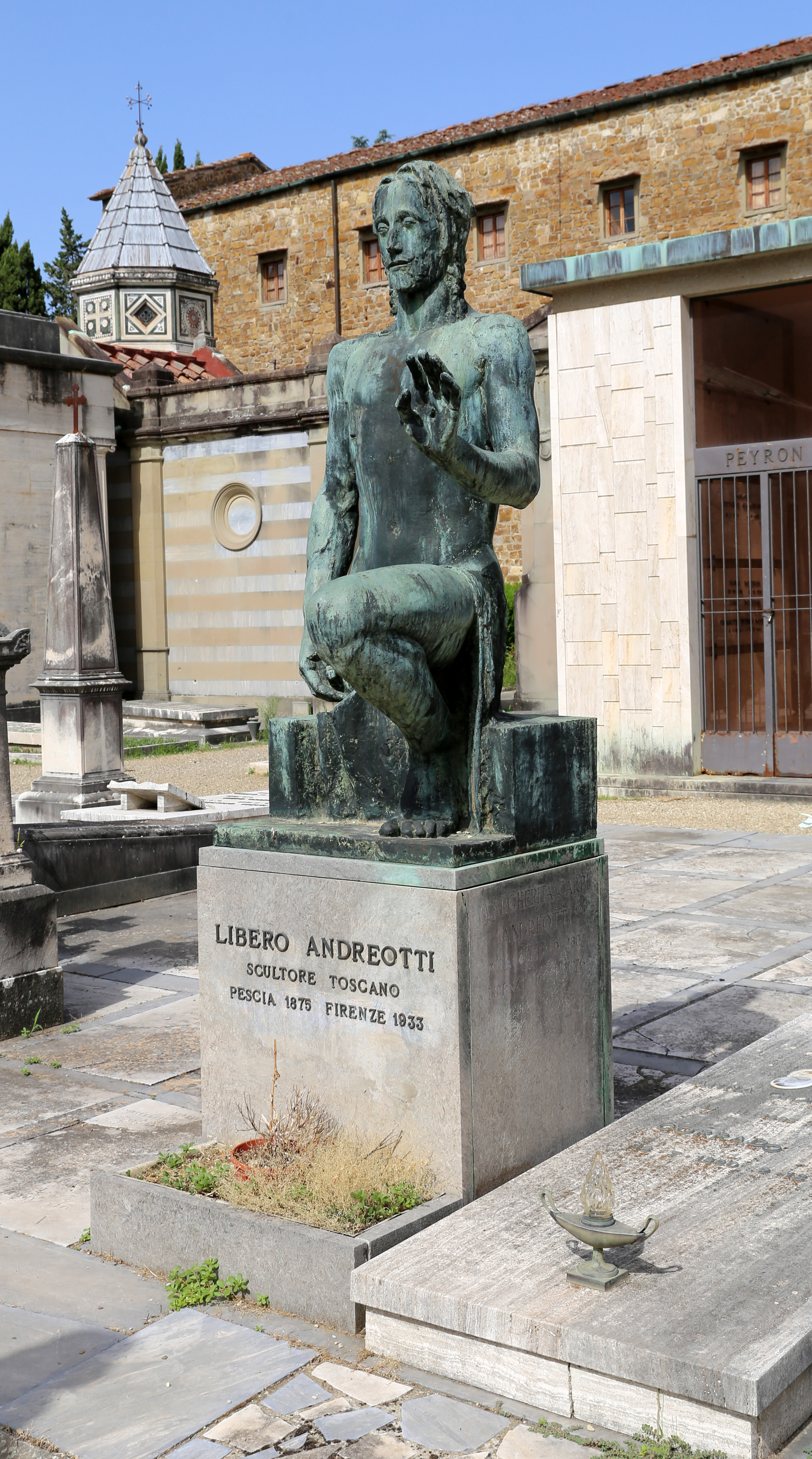
La tomba nel cimitero monumentale delle Porte Sante a Firenze, contenente una replica del Cristo risorto di Bolzano

Negli anni ottanta, Pescia acquisì un notevole quantitativo di gessi del suo concittadino che oggi costituiscono la gipsoteca Libero Andreotti, allestita nei locali dell'antico Palagio del Podestà.

## Mercato dell'arte
A un'asta Bertolani Fine Art Roma nel 2018, La conversazione classica (1927) di Libero Andreotti, porcellana bianca realizzata con Gio Ponti, è stata venduta a Euro 82.500 più tasse d'asta.

## Archivio
L'archivio dell'artista fu donato al Comune di Pescia dagli eredi di Libero Andreotti nel 1978, insieme alla gipsoteca. Inizialmente conservato presso la biblioteca Comunale, nel 1991 il fondo fu spostato nel palazzo del Podestà, al momento della creazione della "Gipsoteca Libero Andreotti".
Un lavoro di riordinamento è iniziato nel 2001 ed è stato concluso nel 2004, con la pubblicazione dell'inventario a stampa.

## Alcune opere
- La diva Mimi Mignon, 1900
- Allegoria della vita e della morte, 1902
- Vulcano Fanciullo, terracotta, 1904, Galleria d'Arte Moderna di Milano
- Profilo di giovinetta, 1906
- La tentazione, 1908
- Laocoon, 1908
- Damina, 1908
- Donna Grazia I, 1908
- Donna sdraiata con gallo, 1909
- Suonatore di piatti, 1910
- Suonatrice di lira, 1910
- Donna con cesto di frutta, 1911
- Studio per il Pesciaiolo, 1918
- Velia Pesaro, 1919
- Perdono, 1919
- Giovane Madre, 1919
- Le tre età, 1919
- Baccante, 1920
- Il pettine spagnolo, 1920
- Donna che si fa la treccia, 1920
- Veronica, 1920
- La sculacciata, 1920
- Crocifissione, 1920
- Donna che dorme, c.1921
- Studio per ‘La partenza dell’Eroe’, 1922
- Studi per il monumento alla Madre Italiana in Santa Croce, 1922
- Donna che si asciuga, 1922
- Angelo, 1922
- Maternita, 1923
- Studio per la Madre, 1923
- Studio per il Monumento ai Caduti di Milano, 1924
- Bozzetto per Maternità, 1925
- Studio per il Cristo Risorto a Bolzano, 1928
- Veduta di San Pellegrino al Cassero, 1930
- Paesaggio con alberi, 1930
- La giustizia, 1931
- Annunciazione Toeplitz, Pescia, Gipsoteca Libero Andreotti
- Donna che dorme
- Donna con il bambino
- Monumento ai caduti di Saronno
- Monumento alla madre italiana